# Ivica Golac
Ivica Golac (Lič, 5. ožujka 1910. – Zagreb, 22. ožujka 1993.), hrvatski nogometaš, nogometni trener, te učitelj i knjigovođa. Nadimak Zeno.

## Nogometaš
Igračku nogometnu karijeru započeo u proljeće 1923. godine igrajući za mlađe uzraste HAŠK-a. Prvi put za seniorsku momčad HAŠK-a igra u jesen 1929. godine. Brz, izvrsnog pregleda igre i dobre igre glavom. Najčešće je igrao na poziciji desnog braniča. Za momčad HAŠK-a odigrao je više od 300 prvoligaških utakmica. Jedini nogometaš koji je proslavio dvadesetgodišnjicu nastupanja za HAŠK. Za reprezentaciju Zagreba odigrao 25 utakmica. Nogomet prestaje igrati nakon ozljede zadobivene u Budimpešti na božićnom turniru 1943. godine.

## Nogometni trener
Kao nogometni trener u sezoni 1949./50. s mostarskim Veležom plasirao se u II. saveznu ligu.

## Zanimljivosti
U svojoj dvadesetgodišnjoj igračkoj karijeri nikada nije zaradio sudačku opomenu, niti kaznu.